# Saichirō Tomonari
Saichirō Tomonari (友成 佐市郎?, Tomonari Saichirō; 27 novembre 1887 – 16 ottobre 1962) è stato un ammiraglio giapponese, attivo durante la seconda guerra mondiale. Appartenente al personale imbarcato della Marina imperiale giapponese, fu comandante di numerosi cacciatorpediniere ed incrociatori negli anni venti e trenta. Durante la seconda guerra mondiale comandò dapprima la guarnigione di Saipan nelle isole Marianne e poi quella di Tarawa situata nelle isole Gilbert; il 20 luglio 1943 fu sostituito su decisione degli ammiragli Mineichi Kōga e Masami Kobayashi dal parigrado Keiji Shibasaki e le proteste da lui sollevate gli valsero l'espulsione dalla marina pochi mesi dopo..

## Biografia
Nacque il 27 novembre 1887. Frequentò l'Accademia navale di Etajima dalla quale uscì il 18 luglio 1910 con il grado di guardiamarina. Si imbarcò inizialmente sull'incrociatore protetto Kasagi per passare quindi sul pari classe Kasuga il 23 marzo 1911. Il 15 gennaio 1913 prese servizio sull'incrociatore protetto Itsukushima; fu promosso al grado di sottotenente di vascello il 1º dicembre dello stesso anno. Il 13 dicembre 1915 si imbarcò sulla corazzata Sagami, unità di preda bellica catturata dopo la fine della guerra russo-giapponese, quindi divenne comandante della Stazione radio installata temporaneamente sull'isola di Ponape il 4 aprile 1916. Nominato tenente di vascello il 1º dicembre 1917 si imbarcò sul cacciatorpediniere Usugumo, passando in successione sul Sakura, sull'Amatsukaze e sullo Hokaze. Il 1º luglio 1922 assunse il comando del cacciatorpediniere Minazuki.
Il 1º dicembre 1923 diviene capitano di corvetta, assumendo il comando del cacciatorpediniere Warabi: poi dal 10 dicembre 1924 al 30 novembre 1929 fu posto a capo in successione dei cacciatorpediniere Matsu e Numakaze. Nella seconda data venne promosso al grado di capitano di fregata e il 1º dicembre 1932 si imbarcò come vicecomandante sull'incrociatore da battaglia Hiei; in seguito passò a bordo del pari classe Kongo. Il 15 novembre 1934 raggiunse il rango di capitano di vascello e divenne comandante della petroliera Shiretoko. A partire dal 25 ottobre 1935 ebbe sotto il proprio comando dapprima l'incrociatore leggero Yura e poi gli incrociatori pesanti Furutaka e Haguro. Il 27 dicembre 1939 passò al comando dell'incrociatore da battaglia Kirishima. Il 15 novembre 1940 viene elevato al rango di contrammiraglio. Dopo l'ingresso dell'Impero giapponese nella seconda guerra mondiale il 7 dicembre 1941, prestò servizio come direttore dell'Ufficio personale della base navale di Yokosuka.
Il 15 dicembre 1942 fu trasferito al comando della 5ª Base navale speciale situata a Saipan, nell'arcipelago delle Marianne, in sostituzione del contrammiraglio Atsushi Kasuga. Il 15 febbraio 1943, a sua volta rimpiazzato dal contrammiraglio Tsunekichi Fukuzawa, fu destinato al nuovo comando delle Isole Gilbert, di Nauru e di Ocean Island (attuale Kiribati) e della 3ª Base navale speciale, che disponeva delle navi ausiliarie Takunan Maru e Ikuta Maru, di due torpediniere e altre imbarcazioni minori. Tale comando era situato sull'isola di Betio, facente parte dell'atollo di Tarawa posto al nord delle isole Gilbert. Appena arrivato a Betio Tomonari diede il via a massicce opere di fortificazione dell'isola, richiese al Gran Quartier Generale a Tokyo l'invio di truppe di rinforzo e l'irrobustimento della magra componente aerea già presente sull'isola. Il 20 luglio dello stesso anno, con una decisione presa di concerto dagli ammiragli Mineichi Kōga e Masami Kobayashi, fu sostituito dal parigrado Keiji Shibasaki. Rimasto sorpreso da questo provvedimento non mancò di manifestare apertamente i propri dissenso e dissapunto, e causa di tali comportamenti fu costretto a rassegnare le dimissioni il 6 settembre 1943.
Ritiratosi a vita privata, sopravvisse al conflitto e si spense il 16 ottobre 1962.